# 2014 في نيجيريا
فيما يلي قوائم الأحداث التي وقعت خلال عام 2014 في نيجيريا.

## سياسة

### انتهاء فترة المنصب
- 17 مارس – بيتر أوبي Governor of Anambra State ‏.

## رياضة
- 1 يناير – نيجيريا في كأس العالم 2014

## وفيات

### أغسطس
- 16 أغسطس – باتريك عزيزة (مواليد 1947) سياسي نيجيري.